# EosFP
La EosFP è una proteina tetramerica che ha la proprietà di emettere una fluorescenza di colore dal verde al rosso; è utilizzata come marker in biologia molecolare.

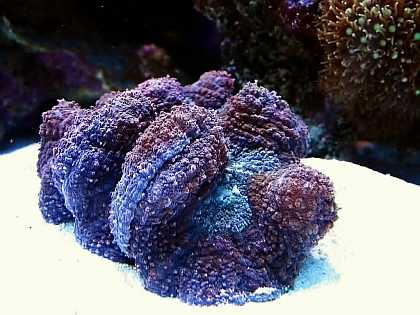
Lobophyllia hemprichii

La EosFP fu isolata per la prima volta nella sclerattinia Lobophyllia hemprichii. Successivamente è stata clonata in Escherichia coli.
È composta da 226 aminoacidi e ha una massa molecolare di 25.8 kDa. 
La proteina emette inizialmente ua fluorescenza verde (516 nm) che vira al rosso (581 nm) se sottoposta a irradiazione ultravioletta.